# Peter Egri
Peter Egri (* 10. května 1996, Michalovce) je slovenský fotbalový obránce, od března 2014 působící v TJ Spartak Myjava.

## Klubová kariéra
Svou fotbalovou kariéru začal v MFK Zemplín Michalovce, odkud v průběhu mládeže zamířil na hostování do TJ Spartak Myjava. V zimním přestupovém období sezony 2014/15 se propracoval do prvního týmu a do klubu přestoupil. V únoru 2016 odešel na hostování do AFC Nové Mesto nad Váhom, odkud se v létě 2016 vrátil do Myjavy.